# Вильгельм I (король Вюртемберга)
Вильгельм I (Фридрих Вильгельм Карл) (нем. Wilhelm I; 27 сентября 1781, Любен, Королевство Пруссия — 25 июня 1864, дворец Розенштайн, близ Штутгарта) — король Вюртемберга с 30 октября 1816 года.

## Биография
Старший сын Фридриха Вюртембергского (будущего короля Фридриха I) и Августы Брауншвейг-Вольфенбюттельской. Родился Вильгельм в Силезии, где его отец служил прусским офицером.

### Служба
В 1800 году Вильгельм поступил на некоторое время волонтером в австрийскую армию, находившуюся под начальством эрцгерцога Иоанна, и отличился в сражении при Гогенлиндене. Чтобы избежать отцовского гнета, он покинул двор и в 1803 предпринял путешествие во Францию и Италию. Только в 1806 году, по принятии его отцом королевской короны, Вильгельм возвратился на родину, где в качестве наследного принца вел уединенную жизнь до 1812 года.
Когда Наполеон I начал войну с Россией, Вильгельм должен был принять начальство над вюртембергским контингентом. После вступления в пределы России он опасно заболел и остался в Вильне, откуда по выздоровлении возвратился в отечество. Когда после битвы при Лейпциге присоединился к союзникам и его отец, Вильгельм принял начальство над 7-м армейским корпусом, состоявшим из вюртембергского контингента и многих австрийских и русских полков.
В кампании 1814 года он отличился в сражениях при Ла-Ротьере, Бар-сюр-Обе, Арси-сюр-Обе, Фер-Шампенуазе, но при Монтеро был разбит войсками Наполеона, втрое превосходившими его численностью.

### Семья
В июне 1808 года женился на принцессе Шарлотте Баварской (1792—1873), дочери короля Максимилиана I. Они развелись в 1814 году.
В Париже он познакомился с великой княжной Екатериной Павловной (1788—1819), вдовой принца Петра Фридриха Георга (Георгия Петровича) Ольденбургского и сестрой российского императора Александра I. Супруги были двоюродными братом и сестрой, будучи внуками Фридриха Евгения Вюртембергского. В январе 1816 года в Санкт-Петербурге они сочетались счастливым браком. Однако любимица народа королева Екатерина неожиданно скончалась в 1819 году, оставив Вильгельму двух сыновей от первого брака и двух совместных дочерей:
Дети Петра Ольденбургского
- Фридрих Павел Александр (1810—1829)
- Пётр (1812—1881), российский государственный деятель, сенатор, благотворитель.

Совместные дети
- Мария (1816—1887), замужем за имперским графом Альфредом фон Нейппергом (1807—1865);
- София (1818—1877), королева Нидерландов, супруга Виллема III.

В апреле 1820 года Вильгельм вступил в третий брак с Паулиной Вюртембергской (1800—1873). Дети:
- Екатерина (1821—1898), мать короля Вильгельма II;
- Карл (1823—1891), следующий король Вюртемберга;
- Августа (1826—1898).

### Правление

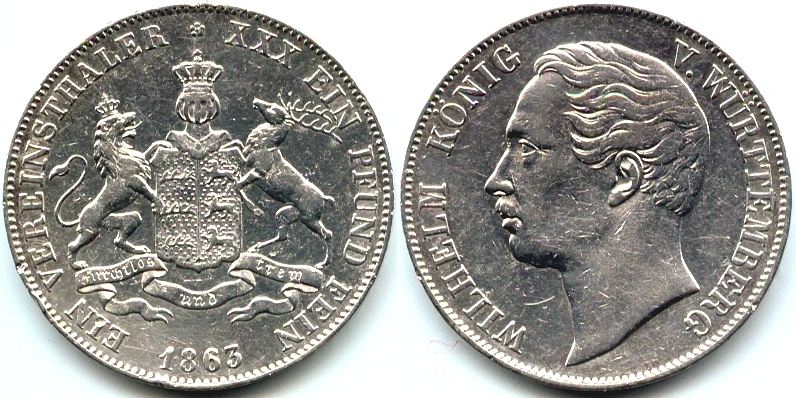
Вюртембергский союзный талер 1863 года с портретом короля Вильгельма I

По смерти отца 30 октября 1816 года Вильгельм вступил на престол, издав манифест, которым объявил, что будет добросовестно стремиться к развитию благосостояния своего народа. В этом активно помогала ему вторая жена Екатерина Павловна. Запутанное положение дел было приведено в порядок, была введена бережливость, и в 1819 году, после продолжительных прений, окончательно установлена конституция. Вильгельм был человек практичный, дальновидный, не чуждый либерализма, но честолюбивый и властолюбивый. Он пытался сопротивляться меттерниховской реакционной политике и противопоставить двум великим германским державам группу средних и малых государств; но при решительном образе действий первых и при несогласиях между вторыми он скоро вынужден был отступить. Он принадлежал к лучшим, сравнительно, государям своего времени, и его страна была из числа наилучше управляемых. По отношению к Пруссии он в 1849 и 1850 годах явился строгим оберегателем своих верховных прав.
Вильгельм умер в 1864 году в любимом дворце Розенштайн. Ему наследовал сын Карл. Похоронен Вильгельм I (по его завещанию) вместе со второй женой Екатериной Павловной в специально построенной в 1820-х годах могильной капелле Грабкапелле на горе Ротенберг в Штутгарте. Сегодня на этом месте проводятся православные богослужения в память православной второй жены короля.

## Награды
- Орден Вюртембергской короны, большой крест
- Орден «За военные заслуги», большой крест
- Орден Фридриха, большой крест
- Военный орден Марии Терезии, командор (Австрия)
- Австрийский орден Леопольда, большой крест (Австрия)
- Орден Железной короны 1-го класса (Австрия)
- Орден Подвязки (Великобритания)
- Орден Бани, большой крест (Великобритания)
- Военный орден Вильгельма, большой крест (Нидерланды)
- Железный крест 2-го класса (Пруссия)
- Орден Святого апостола Андрея Первозванного (Россия, 22 августа 1826 года)
- Орден Святого Георгия 2-й степени (Россия, 13 мая 1814)
- Орден Святого Георгия 3-й степени (Россия, 19 мая 1814)
- Орден Святого Александра Невского (Россия, 3 мая 1814)
- Орден Почётного легиона, большой крест (Франция, ок. 1805/1806)